# José María García Lavilla
José María García Lavilla (Pola de Siero, 23 maggio 1942) è un allenatore di calcio ed ex calciatore spagnolo, di ruolo attaccante.

## Carriera

### Calciatore
Asturiano, esordì tra i professionisti con il Real Oviedo, in Primera División. Esordì a 18 anni, il 29 gennaio 1961 contro l'Atlético Madrid.
Nella stagione 1962-1963 la squadra arrivò al terzo posto in campionato, dietro il Real Madrid e l'Atlético, eguagliando il miglior piazzamento nella storia del club.
Nel 1965 il Real Oviedo retrocesse in Segunda División. García Lavilla, a 23 anni, passò all'Espanyol. Fu pagato 3,5 milioni di pesetas e firmò un contratto triennale. 
Nella prima stagione a Barcellona segnò 3 gol in 25 partite. L'anno successivo arrivò a 12 marcature, e quello seguente a 11. Le sue prestazioni gli valsero la chiamata da parte della Nazionale spagnola, con cui disputò 6 incontri segnando due gol.
Nella stagione 1968-1969, l'Espanyol retrocesse in Segunda, ma risalì prontamente in massima serie nella stagione successiva.
Si ritirò nel 1976 dopo 11 stagioni con i catalani.

### Allenatore
Tra il 1981 e il 1983 ebbe una breve esperienza da allenatore al Real Oviedo.

## Palmarès

### Giocatore

#### Competizioni internazionali
- Coppa Piano Karl Rappan: 1

Espanyol: 1968